# Nick (Vas)
Nick es un pueblo ubicado en el distrito de Sárvár, en el condado de Vas, Hungría.

## Superficie
Posee una superficie de 11,40 kilómetros cuadrados.

## Demografía
Hasta 2019 la población era de 505 habitantes, con una densidad de población de 44,30 habitantes por kilómetro cuadrado.